# Небулайзер

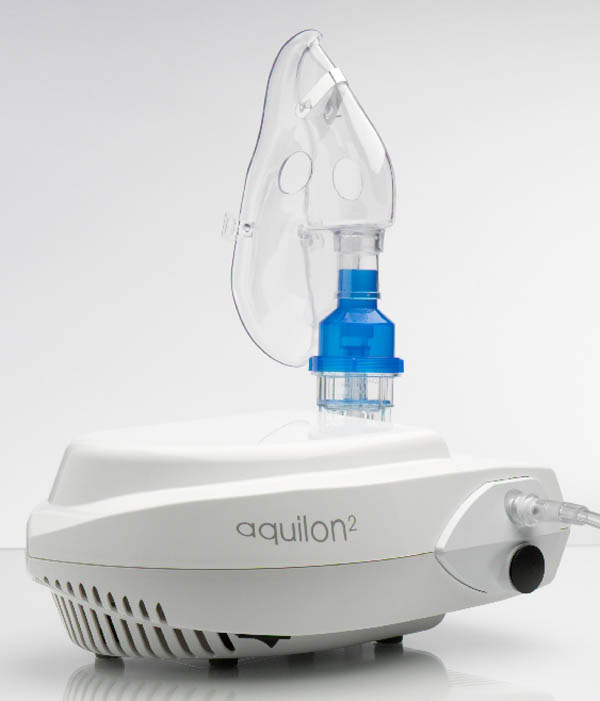
Сучасний небулайзер

Небулайзер — в медицині, прилад для інгаляційної доставки фармацевтичного засобу, який використовується для введення ліків у вигляді туману в легені. Виробляє частинки менші за 5 мкм в діаметрі.
Прилади використовуються для лікування кістозного фіброзу, астми, хронічної обструктивної хвороби легень та інших респіраторних захворювань.
Небулайзери є оптимальними апаратами для доставки ліків при тяжких загостреннях бронхіальної астми, і, окрім цього, дають змогу вирішувати проблеми координації вдиху пацієнта і вивільнення лікувальної речовини.

## Осадження аерозолів
У легенях характеристики осадження та ефективність аерозолю залежать від розміру часток чи крапель. Аерозолі, частинки яких в діаметрі 5-10 мкм осаджуються в ротоглотці, гортані і трахеї, 2-5 мкм — в нижніх дихальних шляхах (середніх і дрібних бронхах), 2-0,5 мкм — в альвеолах, менші 0,5 мкм — не осаджуються в легенях взагалі.

## Етимологія назви
Термін походить від лат. nebula — туман, хмара і вперше був використаний у 1872 році для назви пристрою, в якому рідина перетворювалась у дрібний аерозоль для інгаляції.

## Типи небулайзерів
Небулайзери бувають механічні і електричні. Сучасні небулайзери перетворюють лікарську речовину у аерозоль під дією стиснутого повітря (струменевий, або компресорний небулайзер) або ультразвукових хвиль (ультразвуковий небулайзер).
Для введення лікарських суспензій придатні лише компресорні інгалятори, оскільки ультразвукові можуть руйнувати молекули активної речовини.
Також, небулайзери поділяють на водяні, масляні та водяно-масляні.[джерело?]

## Препарати для оральних інгаляцій небулайзером
Для інгаляцій небулайзером при кашлі можуть застосовуватися різні лікарські засоби. Вони призначаються лікарем в залежності від характеристик кашлю.
- препарати для розширення бронхів
- протизапальні засоби
- антибактеріальні та протимікробні препарати
- препарати для розрідження і виведення мокротиння
- гормональні протизапальні та протиалергічні засоби
- протикашльові засоби, а також судинозвужувальні препарати.

Приготовлені для інгаляцій небулайзером розчини потрібно зберігати в холодильнику не більше доби. Для оральних інгаляцій можна застосовувати такі лікарські засоби, як Димедрол, Еуфілін і Папаверин. Використання в небулайзері мінеральних вод, наприклад, «Боржомі», дуже ризиковано і навіть небезпечно для здоров'я.. Як розчинник для лікарських препаратів, що застосовуються для інгаляцій, експерти Національного інституту фтизіатрії і пульмонології рекомендують використовувати тільки спеціальні стерильні розчини, наприклад, розчин натрію хлориду 0,9 %..
При цьому вони посилаються на наказ МОЗ України від 18.05.13 № 398, яким було затверджено нормативи, гармонізовані з аналогічними нормативними актами Європейського агентства лікарських препаратів (European Medicines Agency). Відомий педіатр Євген Комаровський застерігає від використання в небулайзера рідин, які спеціально для цього не призначені.